# Foday Explorer
Foday Explorer — серия компактных и среднеразмерных внедорожников, выпускавшихся с 2002 по 2017 год компанией Foday. Серия внедорожников Explorer была разработана на платформе Mitsubishi Pajero с дизайном в стиле первого и второго поколений Isuzu D-Max и Chevrolet Colorado. Из-за бизнеса в области автомобильных запчастей и штамповок кузова Foday Explorer также продавались нескольким производителям в виде обновлённых пикапов и внедорожников.

## Foday Explorer I/Foday Explorer II/Foday Explorer III
Foday Explorer I с 2,0-литровым бензиновым двигателем Mitsubishi 4G63 в комплектации Luxury Trim был запущен в производство в январе 2002 года по цене 83300 юаней. Его вместимость составляет 7 мест. Привод — задний.
В январе 2003 года была выпущена комплектация Ultra Luxury Trim по цене 91800 юаней. В 2004 году в моторную гамму был добавлен 2,2-литровый атмосферный рядный четырёхцилиндровый двигатель NHQ6480E, являющийся производным от Toyota 4Y. Двигатель развивает мощность 76 кВт (102 л. с.) и крутящий момент 193 Н⋅м. В 2006 году в моторную гамму был добавлен 2,8-литровый рядный четырёхцилиндровый турбодизельный двигатель Mitsubishi 4M4 (позже — 4B28TC/4D28TC и GW2.8TC) мощностью 67 кВт (90 л. с.) и крутящим моментом 204,5 Н⋅м.

Foday Explorer II, выпуск которого начался в 2005 году, разработан в сотрудничестве с Гонконгским политехническим университетом как обновлённая версия Explorer I. Он оснащён 2,2-литровым рядным четырёхцилиндровым двигателем NHQ6480E мощностью 77 кВт (103 л. с.).
- Foday Explorer II
- Вид спереди
- Вид сзади

В феврале 2006 года начался выпуск Foday Explorer III. Он оснащён 1,9-литровым двигателем Isuzu JX493QZ3, являющимся производным от Mercedes-Benz OM604. Платформа — Mitsubishi Pajero. Двигатель развивает мощность 68 кВт (91 л. с.) при 3600 об/мин и крутящий момент 210 Н⋅м при 2300 об/мин. Расход топлива — 6,5 л/100 км.
- Foday Explorer III
- Foday Explorer III

## Foday Explorer 6
Выпуск Foday Explorer 6 начался в 2006 году. Автомобиль является модернизацией Foday Explorer I, Foday Explorer II и Foday Explorer III. Изменения коснулись как передней, так и задней части, при этом внедорожник по-прежнему выпускался на платформе Mitsubishi Pajero.
- Вид сзади

### Технические характеристики
Explorer 6 оснащён 2,0-литровым бензиновым двигателем Mitsubishi 4G63 мощностью 89 кВт (120 л. с.). Цена составила 89800 юаней. Также автомобиль оснащался 2,8-литровым двигателем JMC JX493QZ3, являющимся производным от Mitsubishi 4M4. Мощность двигателя 69 кВт (92 л. с.) при 3600 об/мин, а крутящий момент — 204 Н⋅м при 2300 об/мин.

### Golden Dragon Righto V3
Golden Dragon Righto V3 (锐度) является производной моделью от Foday Explorer 6 производства Golden Dragon. Righto V3 дебютировал в мае 2013 года в Фучжоу, провинция Фуцзянь. Китайское название — Ruidu V3.
Golden Dragon и Foday заключили лицензионное соглашение на производство Righto 3, согласно которому, Foday производит базовый автомобиль с шасси и кузовом и отправляет его в Golden Dragon для окончательной сборки. Righto V3 оснащался 2,0-литровым бензиновым двигателем мощностью 76 кВт (102 л. с.) и 2,8-литровым дизельным двигателем мощностью 71 кВт (95 л. с.).